# Phi-Phänomen

Demonstration des Phi-Phänomens mittels zweier schwarzer Balken (SOA=102 ms, ISI=-51 ms)

Als Phi-Phänomen wird im engeren Sinne eine Scheinbewegung bezeichnet, die bei einer mit recht hoher Frequenz alternierenden Darstellung relativ nahe beieinander liegender optischer Reize wahrgenommen wird. Im Gegensatz zur bei einer niedrigeren Frequenz wahrzunehmenden Beta-Bewegung wird dabei keine Bewegung der dargestellten Objekte selbst wahrgenommen, sondern ein diffuses, gestaltloses schattenartiges Etwas, das zwischen den dargestellten Objekten hin- und herspringt und diese abwechselnd zu verdecken scheint. Dieser Schatten wird meist in etwa in der Farbe des Hintergrunds wahrgenommen. Diese Scheinbewegung wurde erstmals von Max Wertheimer in seinem 1912 veröffentlichten Habilitationsschrift Experimentelle Studien über das Sehen von Bewegung beschrieben.
Im weiteren Sinne, insbesondere wenn im Plural von Phi-Phänomenen gesprochen wird, umfasst der Begriff alle Scheinbewegungen, die bei alternierender Darbietung zweier optischer Reize wahrgenommen werden können, also insbesondere auch die Beta-Bewegung, die bei der Wahrnehmung bewegter Bilder von Bedeutung ist. Jedenfalls bezog Wertheimer, als er den Begriff „φ-Phänomen“ 1912 einführte, diesen auf alle in seiner Publikation beschriebenen Scheinbewegungen, die schattenartige, objektlose Bewegung nannte er „reines φ“. Allerdings sind einige Wissenschaftler überzeugt, er habe mit dem griechischen Buchstaben Phi ausschließlich die objektlose Bewegung gemeint.

## Experimentelle Reproduktion

„Magni-phi“, Variante der klassischen Versuchsanordnung mit mehr als zwei Elementen

Beim klassischen Experiment zur Reproduktion des reinen, objektlosen Phi-Phänomens werden einer Testperson analog Wertheimers Experiment auf einem Schirm aufeinanderfolgend zwei Linien präsentiert, zunächst eine auf der linken Seite, dann eine auf der rechten. Diese Sequenz wird mehrfach wiederholt. Bei bestimmten, recht kurzen Zeitintervallen des Seitenwechsels und einem passenden Abstand der beiden Linien können die Versuchspersonen das Phi-Phänomen wahrnehmen.
Allerdings erweist es sich als weit schwieriger als bei der Beta-Bewegung, stabile und überzeugende Versuchsergebnisse zu produzieren. Zur Erleichterung der Wahrnehmung wurde deshalb eine Versuchsanordnung entworfen, bei der mehr als zwei Elemente verwendet werden. Bei dieser auch als „Magni-phi“ bezeichneten Variante des Experiments werden gleichartige Scheiben kreisförmig angeordnet, und im oder gegen den Uhrzeigersinn jeweils eines der Objekte in schneller Folge ausgeblendet. Dies scheint die Wahrnehmung dieser schattenartigen Bewegung zu erleichtern. Zudem ist diese Versuchsanordnung unempfindlicher gegenüber der Änderung der Parameter wie Timing, Größen der Scheiben, Intensität oder Sichtentfernung.
Weiterhin fand man heraus, dass auch bei einer der ursprünglichen Versuchsanordnung entsprechenden nur zwei Elemente verwendeten Darstellung bessere Ergebnisse erzielt werden können, wenn ein negatives Interstimulus-Intervall (ISI) verwendet wird, das heißt, die Darbietungszeiten der beiden Elemente sich überlappen. Dann werden die beiden abwechselnd dargestellten Reize als stationäre Objekte wahrgenommen. Das bedeutet, der Beobachter unterstellt unbewusst, dass bei Wiedererscheinen des Reizes auf einer Seite es sich um das zuvor an dieser Stelle dargestellte Objekt handelt und nicht um das der Gegenseite, wie bei der Beta-Bewegung. Der ausschlaggebende Faktor für diese Wahrnehmung ist die Kürze der Unterbrechung des Reizes auf jeder Seite. Dafür spricht, dass folgende zwei Parameter geeignet gewählt werden müssen, damit das reine Phi-Phänomen wahrgenommen wird: Zum einen darf das absolute Intervall der Reizunterbrechung je Seite nicht größer als 150 ms sein. Zudem darf das Unterbrechungsintervall maximal 40 % der Periodendauer betragen.

## Forschungsgeschichte
In seiner 1912 veröffentlichten Habilitationsschrift Experimentelle Studien über das Sehen von Bewegung führte Max Wertheimer das Symbol φ (Phi) auf folgende Weise ein:

„Gegeben sind sukzessiv zwei Objekte als Reize; diese werden empfunden; zuerst wird a gesehen, zuletzt b; zwischen ihnen war die ‚Bewegung von a nach b gesehen‘; ohne daß die entsprechende Bewegung resp. die raum-zeit-kontinuierlichen Zwischenlagen zwischen a und b wirklich als Reize exponiert gewesen wären. Der psychische Sachverhalt sei – ohne irgendeine Präjudiz – mit a φ b bezeichnet.“

Neben der der „optimalen Bewegung“, die später die Bezeichnung Beta-Bewegung erhielt, und Teilbewegungen der beiden Objekte beschrieb Wertheimer insbesondere auch Fälle, die er als „reine Bewegungserscheinung“ bezeichnete. Was diese anbelangte, fasste er die Beschreibungen seiner Versuchspersonen folgendermaßen zusammen:

„Diese Fälle zeigten sich so, daß auch nicht etwa der Gedanke vorhanden war: ein Objekt habe sich hinüberbewegt; was von Objekten vorhanden war, war in den zwei Lagen gegeben; nicht eines oder eines von ihnen oder ein ähnliches betraf die Bewegung; sondern zwischen ihnen war Bewegung gegeben; nicht eine Objektbewegung. Auch nicht: das Objekt bewegt sich hinüber, ich sehe es nur nicht. Sondern es war einfach Bewegung da; nicht auf ein Objekt bezüglich.“

Diesen Beobachtungen maß Wertheimer eine große Bedeutung bei, denn sie belegten seiner Auffassung nach, dass es sich bei der Wahrnehmung von Bewegung um eine direkte Sinneswahrnehmung handelt, die nicht unbedingt aus der einzelnen Wahrnehmung zweier optischer Reize in zeitlichem und räumlichen Abstand geschlossen werden muss. Dieser Aspekt seiner Arbeit von 1912 mag ein wichtiger Anstoß für die später von ihm mit begründete Gestaltpsychologie gewesen sein.
Ab Mitte des 20. Jahrhunderts entstand in der wissenschaftlichen Literatur Verwirrung, was es mit dem Phi-Phänomen auf sich hat. Dies lag zum einen wohl daran, dass die englischsprachigen Forscher sich schwer taten, Wertheimers in Deutsch verfasste Publikation zu verstehen. Weiterhin geht aus Wertheimers Arbeit nicht klar hervor, mit welchen Parametern diese „reine Bewegungserscheinung“ beobachtet wurde, zudem ist die experimentelle Reproduktion dieser relativ schwierig. Entscheidend beigetragen zu dieser Verwirrung hat vermutlich das 1942 erstmals erschienene, einflussreiche Standardwerk Edwin Borings zu Sinneseindruck und Wahrnehmung. In diesem rekapitulierte er die Aufzählung der Fälle Wertheimers und sortierte diese nach der Länge des Interstimulus-Intervalls aufsteigend. Dabei sortierte er das reine Phi-Phänomen falsch ein, nämlich als Bewegungseindruck mit dem längsten Intervall, bei dessen weiterer Verlängerung gar kein Bewegungseindruck mehr vorläge, sondern der Beobachter nur noch zwei separat nacheinander erscheinende Objekte wahrnähme.
Diese Verwirrung trug vermutlich auch dazu bei, dass das reine Phi-Phänomen von anderen Forschern erneut „entdeckt“ wurde, beispielsweise als “omega motion”, “afterimage motion” oder “shadow motion”.

## Erklärung des reinen Phi-Phänomens

Oben scheint sich die schwarze Scheibe zu bewegen, unten kann der Eindruck entstehen, dass ein weißes Quadrat die stationären Scheiben abwechselnd verdecket.

Möglicherweise aufgrund der widersprüchlichen wissenschaftlichen Literatur wurden bislang kaum sinnes- und neurophysiologische Theorien zur Deutung des reinen Phi-Phänomens aufgestellt.
Ein Erklärungsansatz besteht darin, die Bewegungswahrnehmung bei diesem als die Bewegung eines abdeckenden „Vorhangs“ vor dem dargestellten Objekt zu deuten. Dafür spräche, dass beim Vergleich des zeitlichem Ablaufs von reiner Phi-Bewegung mit der Beta-Bewegung die Unterbrechungsintervalle in etwa den Darbietungsintervallen entsprechen, was die relative Dauer anbelangt. Wie beim Kanizsa-Dreieck ersichtlich, kann es von subtilen Faktoren abhängen, was bei der visuelle Wahrnehmung als Objekt und was als Hintergrund interpretiert wird. Somit könnte man das Phi-Phänomen in der Weise deuten, dass dabei das eigentlich dargebotene Objekt als Hintergrund interpretiert wird, der von einem sich bewegenden „virtuellem Vorhang“ verdeckt wird. Dieser Erklärungsansatz würde allerdings voraussetzen, dass auch rein zeitliche Faktoren ausreichend sein können, um die Deutung der visuellen Wahrnehmung zu beeinflussen, was als Objekt und was als Hintergrund interpretiert wird. Träfe dies zu, würde es sich beim reinen Phi-Phänomen eigentlich nicht um eine objektlose Bewegungswahrnehmung handeln, wie es Wertheimer unterstellte.